# Josep Arranz i Romeu
Josep Arranz i Romeu (Nou Barris, Barcelona, 24 d'octubre de 1961) és un periodista, publicista i activista polític. Membre del Col·legi de Periodistes de Catalunya i fundador i director de la primera revista de divulgació tecnològica en català, Quaderns Tècnics, que es va editar del 1985 al 1990. Ha estat director de la publicació de formació en tecnologia en llengua castellana Electrónica & Comunicaciones Magazine, del 1987 al 1990 i primer president de l'Associació Catalana de Premsa Tècnica i Científica (ACPTC), fundada l'1 de febrer de 1989.
És fundador de l'estudi de comunicació i publicitat La Xicra Comunicació, del qual és màxim responsable des de l'any 1993 fins a l'actualitat.
Va participar en les mobilitzacions estudiantils dels anys 1976/1977 des de l'Assemblea d'Estudiants de la llavors Escuela Técnica José Antonio Girón de Barcelona.
L'estiu de 1987 va dur a terme la travessa De Salses a Guardamar a peu amb l'objectiu de reivindicar els límits geogràfics nord i sud dels Països Catalans com una realitat cultural tangible i la unitat de la llengua catalana. També es van voler promocionar les travesses de gran recorregut o GR. i es va portar a terme des del 14 de juny al 10 d'agost i va comptar durant el trajecte amb l'adhesió i col·laboració de molts particulars i de fins a 37 dels ajuntaments per on passava. 47 mitjans de comunicació d'abast local i nacional (bàsicament premsa escrita i ràdio i eventualment televisió) van cobrir l'esdeveniment). La travessa va ser precedida per una iniciativa amb objectius similars en defensa de la llengua, la cultura i la nació catalanes: "La volta en carro als Països Catalans". Feta el 1978, durant 100 dies quatre carros, quatre cavalls i, per torns, 300 persones, varen recórrer 3000 quilòmetres per petites carreteres, camins, túnels i mar. Se'n van editar fins a tres llibres explicant aquella experiència.
També va ser impulsor de l'Assemblea de Veïns i Veïnes de la Plaça de la Vila de Madrid. Fou impulsor de la consulta veïnal a La Rambla de l'abril de 2012.
Va ser fundador i coordinador de la sectorial de Veïns de l'Assemblea Nacional Catalana. i secretari i posteriorment coordinador de l'Equip de Coordinació Intersectorial (ECI), que agrupava les assemblees sectorials de l'ANC. l'ECI va organitzar diferents Jornades de treball, conferències i debats. També ha estat col·laborador de la plataforma Esquerres per la Independència, i redactor del seu llibre de ponències. Ha publicat diversos articles relacionats amb el món veïnal i amb el procés constituent de la República Catalana.
A les eleccions al Parlament de Catalunya del 27 de setembre de 2015 va formar part de la candidatura de la CUP-Crida Constituent com a membre del col·lectiu Drassanes, una de les organitzacions que donaven suport a la candidatura en aquelles eleccions.